# Los hombres de Paco
Los Hombres de Paco és una sèrie de televisió espanyola policiaca de comèdia dramàtica produïda per Globomedia i protagonitzada per Paco Tous, Hugo Silva i Pepón Nieto. Emitida originalment a Antena 3 entre el 9 d'octubre de 2005 i el 19 de maig de 2010, la sèrie va ser creada per Daniel Écija i Álex Pina (creadors també de Los Serrano o Periodistas). La sèrie va començar com una paròdia i una caricatura del Cos Nacional de Policia, però a mesura que va avançar es va convertir en un thriller amb pinzellades de comèdia. La sèrie consta de deu temporades i un total de 133 episodis.
El 22 d'abril de 2020 es va anunciar que Atresmedia estava preparant una continuació de la sèrie i que el rodatge començaria a l'estiu d'aquell mateix any si la crisi de la COVID-19 ho permetia. Més tard es va confirmar la presència de Paco Tous, Pepón Nieto, Carlos Santos i Neus Sanz. El 24 de juny de 2020, els actors Hugo Silva i Michelle Jenner van anunciar que tornarien a la sèrie en els seus respectius personatges. La nova temporada va constar de 16 capítols, distribuïts en dues parts de 8 capítols cadascuna.

## Argument
La sèrie segueix el dia a dia de la família de l'inspector Paco Miranda (Paco Tous), que és traslladat a la comissaria de San Antonio (barri fictici conflictiva de Madrid) juntament amb els subinspectors i amics, Lucas (Hugo Silva) i Mariano (Pepón Nieto). Els tres policies, que no són l'arquetipus d'uns professionals competents, resoldran els casos de la manera més surrealista possible i hauran d'adaptar-se així a la seva nova vida. Al mateix temps, Paco està casat amb Lola (Adriana Ozores) i són pares de Sara (Michelle Jenner), una adolescent rebel que està perdudament enamorada de Lucas. Aquest està divorciat de Silvia (Marián Aguilera), cunyada de Paco i ara companya de treball, mentre que Mariano acaba de divorciar-se de la seva dona i decideix compartir pis amb el seu jove company. Per colmo, el nou cap de Paco no és altre que el seu sogre, don Lorenzo (Juan Diego), pare de Lola i Silvia, un home que pensa que tant el seu gendre com els seus companys són poc més que inútils. Els seus nous companys, Curtis (Fede Celada), Rita (Neus Sanz), Kike (Enrique Martínez) i Povedilla (Carlos Santos), són els agents que completen la unitat de Paco, també tan caòtics.

## Escenaris

### La comissaria
Serà el nucli principal i on tindrà lloc la major part de l'acció. És la segona casa dels protagonistes, un lloc que es veu desbordat per un volum desproporcionat de casos. Compta amb sala d'interrogatoris i reconeixements, despatxos, calabós, departament científic i dos soterranis.

### La casa de Paco
A l'habitatge, propera a la comissaria, conviuen Paco, Lola i Sara, i més tard; Paco, Mariano i Don Lorenzo. Tot i ser un modest pis, sempre està ple de gent. Compta amb un pati comú que limita amb l'apartament de Lucas i Mariano, i més tard de Lucas i Sara, amb el bar "Els Cachis" i amb la casa de Povedilla.

### Els Cachis / Lizarrán
És el bar on habitualment esmorzen i prenen tentempiés els oficials de la comissaria i companys propers, a més de realitzar esdeveniments familiars i mini-concerts de Pignoise. La dona de Paco, Lola, era la propietària del bar. A conseqüència de la seva marxa a Barcelona, va vendre el bar Leo, actual cambrera. Aquesta ha remodelat el bar recentment, simulant una franquícia de restaurants Lizarrán, oferint un aspecte molt més modern i actual.

## Personatges

### Protagonistes
- Paco Miranda (Paco Tous) (2005-2010)

Paco Tous és un actor espanyol nascut a Sevilla l'any 1964 i criat a El Puerto de Santa María.
- Mariano Moreno (Pepón Nieto) (2005-2010)

Pepón Nieto és un actor espanyol nascut el de gener de 1967.
- Lucas Fernández (Hugo Silva) (2005-2008)

Hugo Silva és un actor espanyol nascut a Madrid.
- Sara Miranda (Michelle Jenner) (2005-2010)

Michelle Jenner és una actiu espanyola nascuda a Barcelona.

### Família i amics
- Don Lorenzo Castro  (Juan Diego) (2005-2010)

Juan Diego Ruiz Moreno és un actor espanyol, nascut a Bormujos (Sevilla) l'any 1942, que ha destacat per una fecunda carrera com a actor teatral i cinematogràfic.
- Pepa Miranda (Laura Sánchez) (2008-2010)

Laura Sánchez és una model i actriu espanyola nascuda a Alemanya, però criada a Huelva des dels 2 mesos de edad.o.

### Comissaria
- Curtis Naranjo (Fede Celada) (2005-2010)
- José Luis Povedilla (Carlos Santos (actor)) (2005-2010)
- Rita Peláez (Neus Sanz) (2005-2010)
- Aitor Carrasco (Mario Casas) (2007-2010)
- Marina Salgado (Cristina Plazas) (2008-2010)
- Felix Montejo (Miguel De Lira) (2008-2010)
- Reyes Sánchez-Bilbao (Goya Toledo) (2010)
- Decker (Benjamín Vicuña) (2010)
- Lisa "Lis" Peñuelas Sánchez (Patricia Montero) (2010)
- Daniel Andradas (Marcos Gracia) (2010)
- Amaia Mondragon (Ángela Cremonte) (2010)
- Gregorio "Goyo" (Álex Hernández) (2010)
- Silvia Castro León (Marián Aguilera)

## Personatges que han deixat la sèrie
- Sara Miranda (Michelle Jenner) (2005-2009)
- Nélson (Jimmy Castro) (2009)
- Quique Gallardo (Enrique Martínez (actor)) (2005-2009)
- Gonzalo Montoya (Aitor Luna) (2005-2009)
- Lucas Fernández (Hugo Silva) (2005-2009)
- Lola Castro (Adriana Ozores) (2005-2009)
- Carlota Fernández (Clara Lago) (2007-2008)
- Concha (Fany de Castro) (2005-2006)
- Jimmy (Álvaro Benito) (Cantant de Pignoise) (2005-2008)
- Coque (Alberto Ferreiro) (2005-2006)
- Gabri (Dani Dutrera) (2005)
- Inés (Olga Rodríguez Vargas) (2005)
- Aureliano Márquez (Luis Callejo) (2005-2006)
- Luis Portillo (Francesc Garrido) (2008)
- Mr. Smith (Brendan Price) (2008)
- Monsieur De Gaulle (Christophe Zubillaga) (2008)
- Carlos Pacheco (David Janer) (2007)
- Kira  (Nadia de Santiago) (2006)
- El Confidente (Pedro Reyes)) (2005)

## Càsting tècnic
- Director: José Ramón Ayerra i David Molina
- Creadors: Daniel Écija i Álex Pina (Los Serrano, Periodistas, Médico de familia…)
- Guionistes:

Daniel Écija i Alex Pina
Pablo Alén
Mariano Baselga
Matías Basso
Laura Belloso	(Los Serrano, Fuera de Control, Médico de familia…)
Marc Cistaré
Iván Escobar
Ruth García
David Oliva
Curro Velázquez (Los Serrano, Periodistas…)
- Productors Executius: Daniel Écija, Álex Pina i Laura Belloso
- Director de producció: Víctor Martín
- Productors Antena 3: Pedro García Caja i Casilda de la Pisa
- Música i So: Manel Santisteban i Iván M. Lacámara
- Fotografia: David Arribas (Casi Perfectos, UPA dance), Pedro Arribas i Fernando Teresa (Periodistas, UPA Dance).
- Edició: Laura Montesinos (UPA Dance)
- Càsting: Luis San Narciso (Sèries Globomedia, i cinema), Tonucha Vidal (Los Serrano).

## Audiències
- 1a temporada (3.266.000 espectadors i un 18,9% de share)
- 2a temporada (3.552.000 espectadors i un 21,4% de share)
- 3a temporada (4.019.000 espectadors i un 23,0% de share)
- 4a temporada (3.565.000 espectadors i un 21,7% de share)
- 5a temporada (3.429.000 espectadors i un 20,6% de share)
- 6a temporada (3.216.000 espectadors i un 19,0% de share)
- 7a temporada (2.914.000 espectadors i un 16,4% de share)
- 8a temporada (2.554.000 espectadors i un 14,6% de share) (En emissió)